# Leia stonei
Leia stonei är en tvåvingeart som beskrevs av Lane 1958. Leia stonei ingår i släktet Leia och familjen svampmyggor.
Artens utbredningsområde är Bolivia. Inga underarter finns listade i Catalogue of Life.